# Magelona cornuta
Magelona cornuta är en ringmaskart som beskrevs av Elise Wesenberg-Lund 1949. Magelona cornuta ingår i släktet Magelona och familjen Magelonidae.
Artens utbredningsområde är Mexikanska golfen. Inga underarter finns listade i Catalogue of Life.